# Aricia marcui
Aricia marcui är en fjärilsart som beskrevs av Vicol 1977. Aricia marcui ingår i släktet Aricia och familjen juvelvingar. Inga underarter finns listade i Catalogue of Life.